# سيمون ستيفنسون
سيمون ستيفنسون (بالإنجليزية: Simon Stevenson)‏ هو لاعب دارت بريطاني، ولد في 18 فبراير 1972 في بليموث في المملكة المتحدة.

## روابط خارجية
- سيمون ستيفنسون على موقع DartsDatabase.co.uk (الإنجليزية)